# Totón Podestá
Francisco "Totón" Podestá (Montevideo; 22 de abril de 1887- Buenos Aires; 1972) fue un primer actor cómico de cine y teatro uruguayo que hizo su carrera en Argentina.

## Carrera
Hijo de matrimonio de actores conformada por Juan Vicente Podestá (1861 - 1915) y Esther Boggini, hermano de Hebe Podestá, Marino Podestá y de Aparicio Podestá, y sobrino de los directores y actores teatrales Pablo Podestá, Gerónimo Podestá y José Podestá, y del músico y compositor Antonio Podestá, fue una figura proveniente del circo uruguayo. Formó parte de la segunda generación de los "Podestá" junto con la primera actriz Blanca Podestá, Aparicio Podestá, María Esther Podestá y María Podestá. 
En 1910 trabajó para la "Compañía Teatral Podestá- Vittone", encabezada por José Podestá, Luis Vittone, Salvador Rosich, Segundo Pomar, Alberto Ballerini, Blanca Podestá y gran elenco.
En 1911 integró la "Compañía Nacional Pablo Podestá", que dirigía el actor José Podestá y en la que actuaban, entre otros, Pablo Podestá, Lea Conti, Aurelia Ferrer, Elías Alippi, Antonio Podestá, Rosa Bozán, Ubaldo Torterolo, Pierina Dealessi, Humberto Scotti, Juan Farías, Jacinta Diana y Ángel Quartucci.
En 1933 participó en la "Compañía teatral de Blanca Podestá". En 1945 actuó en la compañía de Pierina Dealessi y Gregorio Cicarelli. También estuvo en la compañía teatral de Enrique Muiño- Elías Alippi.
En 1953 formó su propia compañía donde presentó una obra en el Coliseo Podestá, de La Plata con la obra Se dio vuelta la casa.
Fue uno de los actores que en cine trabajó para la productora Buenos Aires Film. Cursó por la transición del cine mudo al sonoro.

## Filmografía
- 1915: Bajo el sol de la pampa
- 1917: Federación o muerte
- 1919: Ironías del destino
- 1923: De nuestras pampas
- 1924: Los misterios del turf argentino
- 1926: Galleguita
- 1936: Mi Buenos Aires querido
- 1936: La canción de la ribera
- 1936: Juan Moreira[5]
- 1936: Ya tiene comisario el pueblo[6]
- 1938: Sierra chica
- 1938: El hombre que nació dos veces
- 1938: Plegaria gaucha
- 1939: Don Perfecto y Anacleto, metidos en un aprieto
- 1940: Pueblo chico, infierno grande
- 1941: El más infeliz del pueblo
- 1958: Las tierras blancas
- 1960: Vacaciones en la Argentina
- 1963: La calesita
- 1966: La gorda[7]

## Radio
- 1939: La gran pensión el campeonato, junto con actores y actrices de la talla de Félix Mutarelli, Roberto Fugazot, Zelmar Gueñol, Cayetano Biondo y María Esther Gamas.
- 1940: Flachenzo el maldito, con la compañía radioteatral de Juan Carlos Chiappe, junto con Omar Aladio, quien se consagró este último com el villano clásico de la telefonía argentina.[8]

## Teatro
- El payador (1901), zarzuela de Emilio Onrubia (h).
- Moreira en Ópera (1901)
- Fausto criollo (1901)
- Por María (1901)
- En el fuego (1910)
- Historia gaucha (1910)
- Todo por ellas (1910)
- Las romerías (1910)
- Pavesi (1910)
- Don Costa, fraile (1910)
- El presidiario (1910)
- El final de una tragedia (1910)
- Alma sajona (1910)
- La última carta (1910)
- El centenario (1910)
- La vida inútil (1910)
- 1810 (1910)
- El circo (1910)
- Eclipse de sol (1910)
- La criolla (1910)
- Cerisette' (1910)
- Boletos de recreo (1910)
- El sitio de Buenos Aires (1910)
- A la luz de la luna (1910)
- La viuda loca (1910)
- Derecho de amar (1910)
- Después de misa (1910)
- El sueño de un niño (1910)
- Las condenadas (1910)
- Tierra virgen (1910)
- Flores frescas (1910)
- Canto triste (1910)
- Las entenadas (1910)
- En el barrio de las rana (1910)
- La sombra del presidio (1910)
- Vivir de arriba (1910)
- Los herederos (1910)
- Ranera (1910)
- Un robo (1910)
- La risotada (1910)
- Al truco (1910)
- La ñata gaucha (1910), con Azucena Maizani.
- La seca (1911)
- El indio (1911)
- La nota roja (1911)
- Barranca abajo (1911)
- Soltera nací, soltera moriré y 'Doña vitaminas (1922), ambas junto a Olinda Bozán.
- La yunta brava (1923), con música de Arturo De Bassi.
- Esta noche es nochebuena (1923), en el Teatro Sarmiento. Con Sofía Bozán, Tito Lusiardo, Francisco Charmiello, Haydée Bozán, Aída Olivier, Vicente Forastieri, Fernando Campos, entre otros.
- Una noche de "Révillón" (Esta noche es nochebuena) (1933), junto a Sofía Bozán, Paquita Garzón, Tito Lusiardo y Francisco Charmiello.[9]
- Cuando las papas queman (1935), comedia asainetada en tres actos.
- La hermana Josefina (1939), comedia en tres actos.
- La novia perdida (1941), comedia en tres actos
- Intermezzo en el circo (1943), estrenada en el Teatro Politeama.[10]
- Aquí se quitan las penas (1944).
- La Gallina Clueca (1945).
- Doña Vitaminas (1952).
- Se dio vuelta la casa (1953).
- Los muchachos de antes no usaban gomina (1954).[11]